# Agiókambos (Eubée)
Agiókambos, en grec moderne : Αγιόκαμπος, est un village du dème de Histiée-Edipsós, sur l'île d'Eubée, en Grèce.
Selon le recensement de 2011, la population du village compte 86 habitants.